# Hilda Tellioğlu

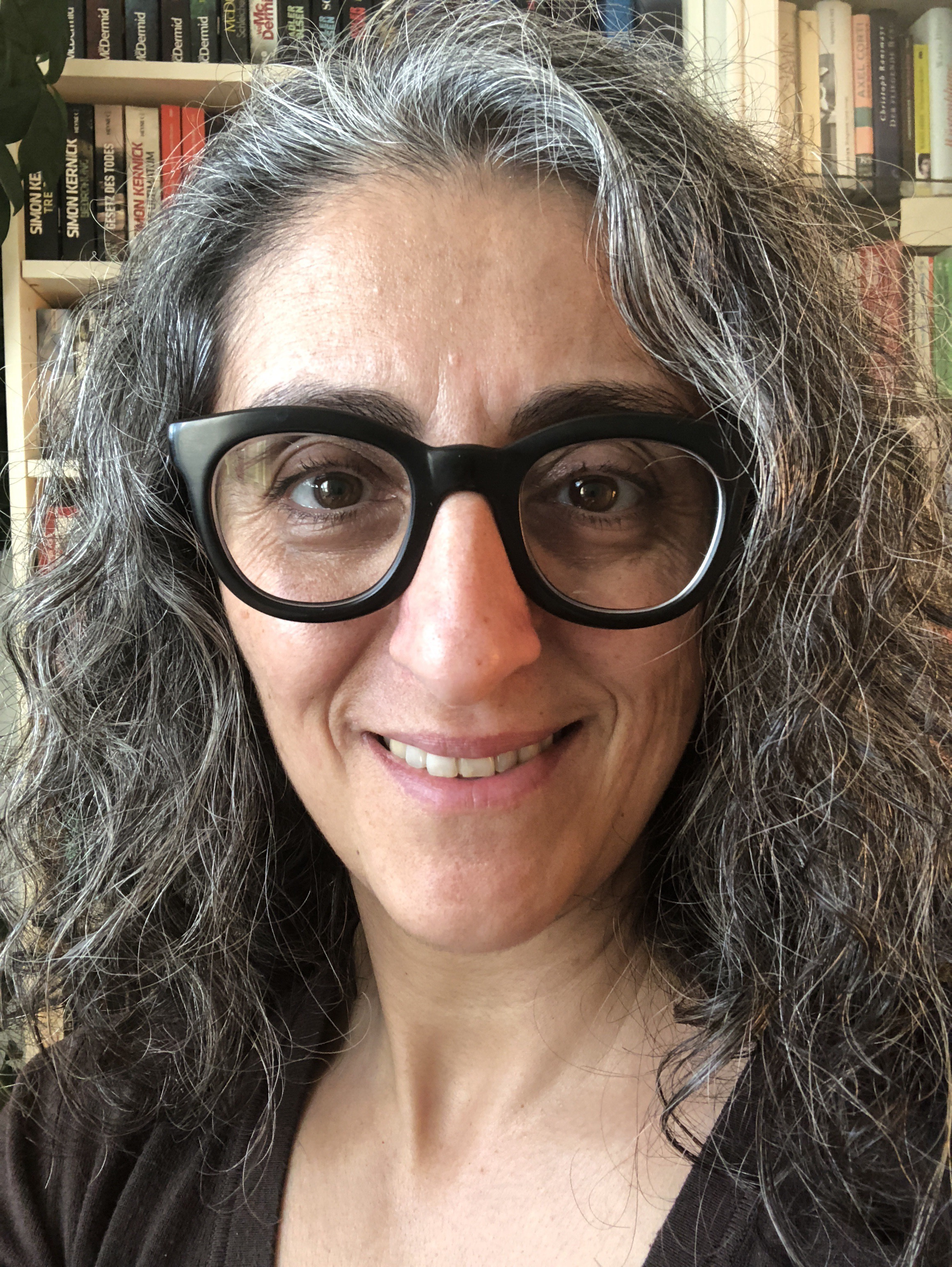
Hilda Tellioglu (2020)

Hilda Tellioğlu (* 21. September 1967 in Istanbul) ist eine Österreicherin mit armenischen Wurzeln. Sie ist Informatikerin und Hochschullehrerin an der Technischen Universität Wien.

## Leben
Hilda Tellioğlu besuchte das St. Georgs-Kolleg in Istanbul. Sie schloss dieses im Jahr 1986 ab und erhielt ein Stipendium für ein Studium in Österreich. Sie studierte an der Technischen Universität Wien und schloss die Ausbildung im Jahr 1990 (unter der Mindeststudiendauer) mit dem Dipl.-Ing. of Computer Science ab. An derselben Universität promovierte sie 1995. Sie war wissenschaftliche Mitarbeiterin bei Hewlett-Packard in Wien, SGS Environment Kendal in Großbritannien und an der University of Roskilde und Risø Research Center in Dänemark. Sie war Gastwissenschaftlerin bei IBM Deutschland in Heidelberg und Darmstadt im Jahr 1989, Senior Lecturer an der Sommeruniversität für Frauen in der Informatik an der Universität Bremen  1998 und Gastprofessorin an der Universität in Klagenfurt von 2008 bis 2010.
Schon vor ihrem Doktoratsabschluss war Tellioğlu als Forschungsassistentin und Dozentin an der TU Wien tätig. Zwischen 1995 und 2007 war sie Assistenzprofessorin. Danach übernahm sie den Posten der Vizestudiendekanin und 2012 der Studiendekanin für Wirtschaftsinformatik. Seit 2016 ist Tellioğlu Studiendekanin für Informatik an der Fakultät Informatik der TU Wien. Seit 2016 ist sie die Leiterin des Centre for Informatics and Society (C!S). Seit 2019 ist sie die wissenschaftliche Leiterin des Center for Technology and Society (CTS) der TU Wien.
Sie ist verheiratet und hat ein Kind.

## Forschung
Ihr Forschungsgebiet umfasst folgende Bereiche:
- Computer Supported Cooperative Work
- Design Thinking
- Nutzerorientierte Gestaltung
- Mensch-Computer-Interaktion
- Veränderungsmanagement
- Wissensmanagement
- Krisenmanagement

Im Folgenden ist eine Auswahl ihrer aktuellen und abgeschlossenen Forschungsprojekte angeführt:
- HumBAS: Knowledge-based building management combining human perception and building automation systems
- COMISO: Crisis Management using Multimodal Interaction for Stakeholders and Citizens
- embodied gestures: Sculpting Sonic Expression into Musical Artifacts
- SUBURBAHN: Test- und Demonstrationsgebiet für Stadtentwicklung und Mobilität im Umfeld von Haltestellen im oberösterreichischen Zentralraum
- ReHABITAT-ImmoCHECK+: Werkzeuge zur Darstellung des Entwicklungspotentials und zur Bewertung von innovativ nutzbaren Einfamilienhäusern
- Rauchfrei: Ein Projekt um rauchenden Frauen in ihrer Schwangerschaft auf die Folgen des Rauchens aufmerksam zu machen und sie bei der Entwöhnung zu unterstützen.
- TOPIC: Eine Plattform zur Förderung des multimodalen Austausches von Informationen zwischen Angehörigen von pflegebedürftigen Personen und professionellen Pflegern, um Erstere in ihren täglichen Aufgaben zu unterstützen.[1]

## Publikationen (Auswahl)
Tellioğlu verfügt über mehr als 160 peer-reviewed Publikationen. Es folgt eine Auswahl ihrer meistzitierten Arbeiten:
- Knowledge-based building management combining human perception and building automation systems. SA 2019, IEEE[7]
- Socio-technical Dynamics: Cooperation of Emergent and Established Organisations in Crises and Disasters. CHI 2019[8] (Honorable Mention)[9]
- Opportunistic Affiliation in Spontaneous Volunteer Management. ISCRAM Conference 2019[10] (Nominierung für den Best Case Study Award)[9]
- Models as Bridges from Design Thinking to Engineering. IHCI 2016[11] (Best Paper Award)[9]